# 淮夷
淮夷，可能是存在於中國上古時代的夏至東周时期，生活在中国东部的黄淮、江淮一带的东夷部族统称。
根據《竹書紀年》記載，夏朝的相在即位的第一年，進攻淮夷，第二年攻風夷、黃夷，第七年于夷訪夏朝。
淮夷後來与商王朝关系很亲近，商王帝辛曾用安抚和武力征服并行的方式促进了淮夷和中原的文化交流。
周灭商后，淮夷帮助武庚复兴商朝，武庚失败后，淮夷又与徐戎多次联合抗击西周统治者。周厲王時期爆發了周厲王與淮夷之戰。
淮夷在春秋时期依附于楚国。

## 起源
1. 《诗经·鲁颂》说：“憬彼淮夷，来献其琛，元龟象齿，大赂南金。” 他们可能没有固定的国家，但是他们可能很富有，对中原诸国的政治经济影响颇大。
2. 古国。《通志·氏族略》：淮夷小国，其地今淮甸。舜，东夷之人也，耕于历山；禹娶涂山氏女，会诸侯于涂山；成汤困夏桀于南巢，以亳为都。

据《诗经·鲁颂》“明明鲁侯，淮夷攸服”，“既克淮夷，孔淑不逆”，“式固尔犹，淮夷卒获”，“憬彼淮夷，来献其琛”，“淮夷蛮貊，莫不率从”，“淮夷来同，鲁侯之功”。

## 外部來源
- 夏含夷：〈從駒父盨蓋銘文談周王朝與南淮夷的關係 （页面存档备份，存于）〉。